# Théâtre Ethel Barrymore
Le Théâtre Ethel Barrymore (Ethel Barrymore Theatre) est un théâtre de Broadway où fut notamment créé Un tramway nommé Désir de Tennessee Williams. Il est situé au 243 ouest de la 47e rue.
Il doit son nom à l'actrice Ethel Barrymore et fut conçu par l'architecte Herbert J. Krapp.
Il fut inauguré le 20 décembre 1928 avec la pièce The Kingdom of God (Le Royaume de Dieu).

## Productions et créations notables
- 1936 : La Force des ténèbres d'Emlyn Williams
- 1940 : Pal Joey de John O'Hara (paroles de Lorenz Hart, musique de Richard Rodgers) (création)
- 1947 : Un tramway nommé Désir de Tennessee Williams (création)
- 1950 : The Consul de Gian Carlo Menotti (création ; opéra)
- 1991 : Mule Bone (en), de Zora Neale Hurston et Langston Hughes
- 1995 : Les Parents terribles de Jean Cocteau
- 2005 : La Ménagerie de verre de Tennessee Williams
- 2009 : Le roi se meurt d'Eugène Ionesco
- 2011 : Arcadia de Tom Stoppard
- 2012 : Mort d'un commis voyageur d'Arthur Miller
- 2013 : Macbeth de Shakespeare
- 2013 : Trahisons d'Harold Pinter